# Les Larmes amères de Petra von Kant
Pour les articles homonymes, voir Petra.
 (janvier 2025).
Si vous disposez d'ouvrages ou d'articles de référence ou si vous connaissez des sites web de qualité traitant du thème abordé ici, merci de compléter l'article en donnant les références utiles à sa vérifiabilité et en les liant à la section « Notes et références ».
Pour plus de détails, voir Fiche technique et Distribution.
Les Larmes amères de Petra von Kant (Die bitteren Tränen der Petra von Kant) est un film ouest-allemand de Rainer Werner Fassbinder sorti en 1972. C'est l'adaptation de la pièce de théâtre du même nom écrite l'année précédente par Fassbinder.

## Synopsis
Petra von Kant est une célèbre créatrice de mode. Veuve de son premier mari et divorcée du deuxième, Petra habite avec Marlene, styliste et assistante qu'elle se plaît à maltraiter et humilier comme son esclave.  Elle s'éprend alors de Karin, une belle jeune femme d'origine plus modeste à qui elle propose de partager son appartement et de bénéficier de ses appuis pour se lancer dans le mannequinat.

## Fiche technique
- Titre français : Les Larmes amères de Petra von Kant
- Titre original : Die bitteren Tränen der Petra von Kant
- Réalisation : Rainer Werner Fassbinder
- Scénario : Rainer Werner Fassbinder
- Images : Michael Ballhaus
- Montage : Thea Eymèsz
- Décors : Kurt Raab
- Costumes : Maja Lemcke
- Durée : 124 minutes (2 h 4)
- Pays d'origine :  Allemagne de l'Ouest
- Langue originale : allemand

## Distribution
- Margit Carstensen : Petra von Kant
- Hanna Schygulla : Karin Thimm
- Katrin Schaake : Sidonie von Grasenabb
- Eva Mattes : Gabriele von Kant, fille de Petra
- Gisela Fackeldey : Valerie von Kant, mère de Petra
- Irm Hermann : Marlene

## Tournage
Le film a été tourné en dix jours. Il reste assez proche de la pièce de théâtre dont il est issu. Bien que l'action soit située à Brême, le film se déroule entièrement dans l'appartement de Petra Von Kant, et est composé de cinq actes distincts. L'appartement est décoré sur tout un mur par une reproduction de Midas devant Bacchus de Poussin beaucoup plus grande que l'original.

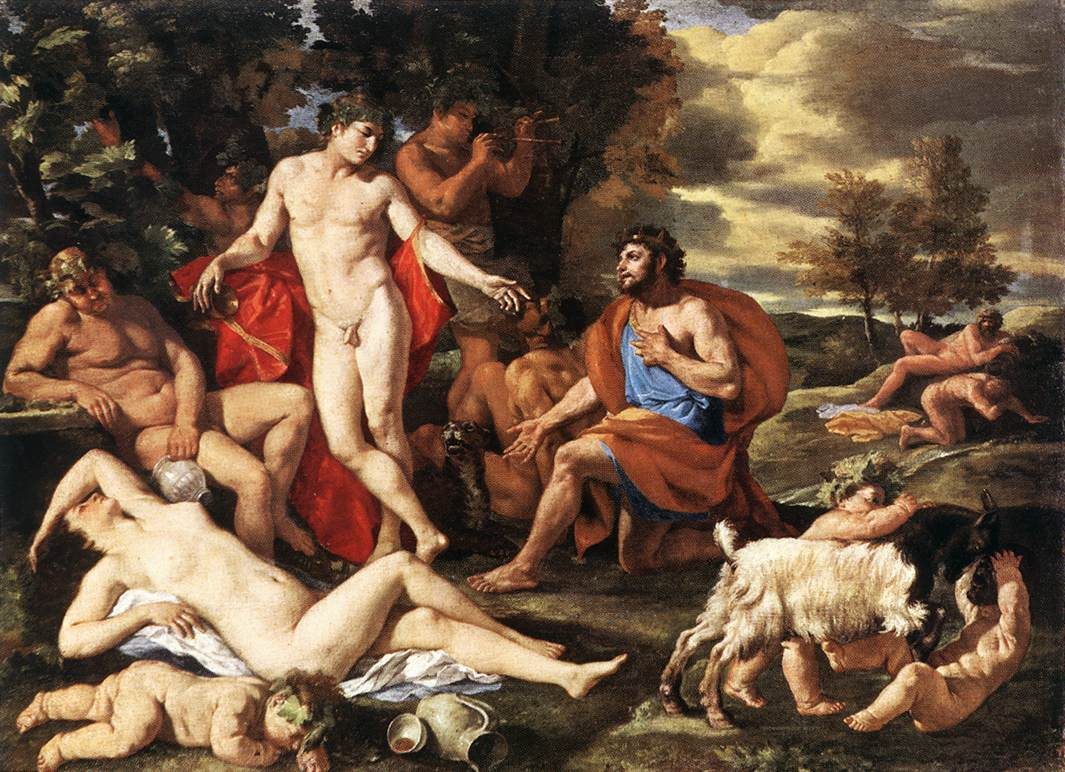
Midas devant Bacchus, le tableau de Nicolas Poussin qui décore un mur de l'appartement de Petra Von Kant.

## Distinctions
- En sélection au festival du film de Berlin 1972.

## Postérité
En 2022, François Ozon en réalise une libre adaptation, Peter von Kant, conservant l'époque des années 1970 mais modifiant le lieu (Cologne), le genre du personnage principal et de son amant (des hommes), ainsi que le milieu dans lequel il évolue (le cinéma). Et Hanna Schygulla, amante de Petra dans le film de Fassbinder, joue la mère de Peter dans le film d'Ozon.